# Victoria (division sénatoriale canadienne)
Ne doit pas être confondu avec Victoria (conseil législatif).
Division du Sénat du Canada
Victoria est une division sénatoriale du Canada située à Montréal, au Québec. Elle est représentée par la sénatrice Martine Hébert, nommée le 7 février 2025 par le premier ministre Justin Trudeau. Elle est membre du Groupe des sénateurs indépendants.

## Description
Le territoire de la division s'étend sur des portions des arrondissements montréalais de Ville-Marie, du Plateau-Mont-Royal et du Sud-Ouest. 
Plus précisément, la division sénatoriale de Victoria reprend le territoire de la Cité de Montréal situé à l'ouest des rues de Bonsecours et Saint-Denis, dans ses limites de 1859,,. 
De nos jours, cela correspond aux quartiers Milton Parc et Saint-Louis pour la portion située dans le Plateau-Mont-Royal. Quant à la partie se trouvant dans Ville-Marie, elle comprend le Mille carré doré, le centre-ville, le Vieux-Montréal, la Cité du Havre et la partie est de Shaughnessy Village. Dans l'arrondissement du Sud-Ouest, la division de Victoria s'étend au quartier Griffintown, à la partie est de la Petite-Bourgogne ainsi qu'à la partie est de Pointe-Saint-Charles. 

## Liste des sénateurs
| Mandat | Mandat                              | Sénateur              | Parti                             | Nommé par           |
| ------ | ----------------------------------- | --------------------- | --------------------------------- | ------------------- |
|        | 23 octobre 1867 - 25 mai 1889       | Thomas Ryan           | Conservateur                      | Proclamation royale |
|        | 30 mai 1889 - 5 décembre 1895       | Edward Murphy         | Conservateur                      | Macdonald           |
|        | 2 janvier 1896 - 28 mai 1903        | James O'Brien         | Conservateur                      | Bowell              |
|        | 30 juin 1903 - 8 février 1928       | Henry Joseph Cloran   | Libéral                           | Laurier             |
|        | 3 juin 1930 - 24 juin 1938          | Edmund William Tobin  | Libéral                           | King                |
|        | 15 février 1940 - 29 janvier 1954   | William James Hushion | Libéral                           | King                |
|        | 28 juillet 1955 - 15 septembre 1956 | John Thomas Hackett   | Progressiste-conservateur         | St-Laurent          |
|        | 16 novembre 1960 - 17 avril 1980    | Josie Alice Quart     | Progressiste-conservateur         | Diefenbaker         |
|        | 23 décembre 1983 - 18 janvier 2004  | Leo Kolber            | Libéral                           | P. E. Trudeau       |
|        | 29 août 2005 - 2 décembre 2011      | Francis Fox           | Libéral                           | Martin              |
|        | 17 janvier 2012 - 18 novembre 2019  | Jean-Guy Dagenais     | Conservateur                      | Harper              |
|        | 18 novembre 2019 - 2 février 2025   | Jean-Guy Dagenais     | Groupe des sénateurs canadiens    | Harper              |
|        | 7 février 2025 - en cours           | Martine Hébert        | Groupe des sénateurs indépendants | J. Trudeau          |